# Methylobacteriaceae
Methylobacteriaceae es una familia de bacterias del orden Rhizobiales, algunas de cuyas especies son microorganismos rizobios.
- Datos: Q6824036
- Multimedia: Methylobacteriaceae / Q6824036
- Especies: Methylobacteriaceae